# Central City (Dakota del Sud)
Central City è una città della contea di Lawrence, Dakota del Sud, Stati Uniti. La popolazione era di 134 abitanti al censimento del 2010.

## Geografia fisica
Secondo lo United States Census Bureau, ha un'area totale di 0,15 mi² (0,39 km²).

## Storia
Central City fu fondata nel 1877. Prende il nome dall'omonima città nel Colorado, da dove proveniva un colono. Iniziò ad esistere come città mineraria durante la corsa all'oro delle Black Hills. C'è stata una volta una lite sui confini minerari che provocò un'esplosione deliberata della vicina Comstock Mine e la morte di un uomo. Si verificò uno sciopero sul posto di lavoro dei minatori e un'unità della cavalleria di Fort Meade guidata da Seth Bullock venne chiamata per farla finita.

## Società

### Evoluzione demografica
Secondo il censimento del 2010, la popolazione era di 134 abitanti.

### Etnie e minoranze straniere
Secondo il censimento del 2010, la composizione etnica della città era formata dal 94,0% di bianchi, lo 0,0% di afroamericani, l'1,5% di nativi americani, lo 0,0% di asiatici, lo 0,0% di oceanici, lo 0,7% di altre razze, e il 3,7% di due o più etnie. Ispanici o latinos di qualunque razza erano lo 0,7% della popolazione.